# Aleksandr Samsónov
Aleksandr Vassílievitx Samsónov - Алекса́ндр Васи́льевич Самсо́нов en rus - (2 de novembre de 1859 – 29 d'agost de 1914) fou un militar rus, general durant la Primera Guerra Mundial.
Després de participar en la Guerra russoturca (1877-1878), en la revolta dels bòxers i en la Guerra Russojaponesa, adquirí un notable prestigi, malgrat les desavinences amb altres oficials de l'exèrcit, especialment amb Paul von Rennenkampf. En esclatar la Primera Guerra Mundial, Samsónov rebé el comandament del segon exèrcit, encarregat de penetrar a Prússia Oriental per l'extrem sud-oest i trobar-se amb les forces de Paul von Rennenkampf, que penetrarien pel nord-est. Tot i la manca de coordinació entre els dos generals les operacions començaren amb un cert èxit. Poc després, però, es trobà envoltat per les forces alemanyes, que interceptaven fàcilment les comunicacions russes. Incapaç de poder retirar-se, el seu exèrcit quedà totalment tancat i la batalla que se'n seguí, la batalla de Tannenberg, fou un desastre per a les tropes russes. Davant de la tragèdia, Samsónov se suïcidà d'un tret al cap a prop de Willenberg, el 29 o el 30 d'agost de 1914.